# 酒井三郎 (歴史学者)
酒井 三郎（さかい さぶろう、1901年10月12日 - 1982年10月22日）は、日本の西洋史学者、熊本大学名誉教授。

## 経歴
高知県安芸郡生まれ。畠中家に生まれ酒井家養子となる。中学校卒業後、小学校代用教員、1923年准教員、1925年日本大学高等師範部入学、卒業ののち東北帝国大学法文学部卒業。助手をへて、1935-1940年東京帝国大学大学院に在籍。1943-1944年日本女子大学校教授、1951年熊本大学教授、教養部長をへて1968年定年退官、名誉教授、立正大学教授、1976年退職。1959年「J.-J.Rousseauの史学史上の地位」で広島大学文学博士。西洋史専攻。
中学校（旧制）卒から、検定試験をへて東大大学院まで進んだ異色の学究である。

## 著書
- 『文検西洋史(系統的)研究法 中等教員・高等教員』大同館書店 1932
- 『国家の興亡と歴史家』弘文堂書房、1943
- 『世界史の再建』吉川弘文館 1958
- 『ジャン・ジャック・ルソーの史学史的研究』山川出版社 1960
- 『西洋史』小川書店 1960
- 『蘆水随筆』日本談義社 1967
- 『日本西洋史学発達史』吉川弘文館 1969
- 『生命の灯燃える日日』編 秀文社 1980
- 『啓蒙期の歴史学』日本出版サービス 1981
- 『国家の興亡と歴史家 復刻』青木信家代表編集 北樹出版 2010

## 共著
- 『歴史研究の基本』綱川政則,石塚正英共著 北樹出版 2006

## 翻訳
- ジョン・ウィーラー＝ベネット『悲劇の序幕 ミュンヘン協定と宥和政策』日本出版サービス 1977

## 記念論集
- 『世界史研究論叢 酒井三郎博士喜寿記念』立正大学文学部西洋史研究室内酒井三郎博士喜寿記念事業会編 令文社 1977
- 『破れ太鼓の詩 酒井三郎先生喜寿記念・想い出綴り』酒井三郎博士喜寿記念事業会編（非売品） 1977

## 参考
- 高島正人「酒井三郎先生の御退任を惜しむ〔含 略歴・研究業績〕」『立正大学文学部論叢』第56号、立正大学、1976年9月、p9-14,肖像巻頭1枚、ISSN 0485215X、NAID 110000477254。
- 鈴木正弘「歴史教員の半生と文検観 : 酒井三郎の足跡と「（高等教員・中等教員）文検西洋史（系統的）研究法」の考察」『歴史教育史研究』第4号、歴史教育史研究、2006年10月、35-49頁、ISSN 1348-7973、NAID 120002446320。
- 酒井三郎著『国家の興亡と歴史家』並びに「E･ギボン『ローマ帝国衰亡史』叙述のなりたち」の復刻にあたって 青木信家 〔復刻・解説〕『国家の興亡と歴史家』北樹出版 2006
- 鈴木正弘「世界史研究会の歩み--酒井三郎を中心とする戦後の世界史研究活動」『総合歴史教育』第44号、総合歴史教育研究会、2008年、14-28頁、ISSN 09104062、NAID 40016776857。
- 『世界史研究』総目次（稿）『総合歴史教育』第44号 鈴木正弘 2008
- 『立正西洋史』総目次（1978～2010）世界史研究会編『世界史研究論叢』創刊号 川島祐一 2011.11